# Fensal
|  | Dieser Artikel oder Abschnitt wurde wegen inhaltlicher Mängel auf der Qualitätssicherungsseite des Projekts Germanen eingetragen. Dies geschieht, um die Qualität der Artikel aus diesem Themengebiet auf ein akzeptables Niveau zu bringen. Bitte hilf mit, die Mängel dieses Artikels zu beseitigen, und beteilige dich an der Diskussion! |

Fensal, auch Fensalir („Sumpf-Siele“, „Wassersaal“), ist nach der germanischen Mythologie Wohnsitz der Göttin Frigg. Er ist ein großer und schöner Palast.
Fensal ist ein Teil von Asgard, dem Wohnsitz der Asen. Er ist einer der zwölf im Grímnismál erwähnten Paläste der Götter, die den Hauptteil von Asgard bilden. Frigg führt in Fensal Liebende zusammen, deren Liebe auf der Erde keine Erfüllung fand.